# Museo Arqueológico de Fuerteventura
El Museo Arqueológico de Fuerteventura es la institución museística dedicada a la arqueología más importante de la isla de Fuerteventura (Islas Canarias, España). Se encuentra en el municipio de Betancuria y pertenece al Cabildo Insular de Fuerteventura.

## Descripción
Fue creado a mediados del siglo XX. En 2015 sufrió una importante remodelación de sus instalaciones y fue integrado en el nuevo edificio del Museo Arqueológico Insular, situado en una parcela anexa al antiguo. El edificio actual fue inaugurado el 21 de diciembre de 2020.
Se trata de un moderno edificio destinado a la promoción de la cultura y de la investigación, centro y núcleo de todos los conocimientos sobre los aborígenes de la isla, los majos.
Reúne una serie de objetos y restos humanos procedentes de diferentes yacimientos de la isla de Fuerteventura, como la Montaña de Tindaya, Cueva de Villaverde, La Atalayita, La Fortaleza, La Pared, etc. 